# Lúcio Lúscio Ocreia
Lúcio Lúscio Ocreia (em latim: Lucius Luscius Ocrea) foi um senador romano nomeado cônsul sufecto entre 77 e 78 pelo imperador Vespasiano. Sua vida é conhecida principalmente através de inscrições.

## Carreira
Ocreia foi admitido no Senado ("adlectio inter patricios") por Vespasiano e Tito em 73 ou 74, sem dúvida como recompensa por seus atos durante o ano dos quatro imperadores. Apesar do fato de sua admissão entre os patrícios permitir que o agraciado pule diversos degraus antes do consulado, sabe-se que Ocreia foi governador da província senatorial da Lícia e Panfília para um mandato estendido para os anos de 74/75 até 75/76. Depois de seu mandato como cônsul, Ocreia foi nomeado procônsul da Ásia, um posto considerado o ápice de uma carreira senatorial, entre 90 e 91. Sua vida depois disto é desconhecida.